# Протистояння Московського царства та Війська Запорозького Низового
Наступ царату на землі Війська Запорозького — послідовна ліквідація Московським царством (згодом — Російською імперією) автономії Війська Запорізького Низового.
Основною метою московської влади була повна ліквідація козацької автономії на півдні України, метою козацької спільноти — збереження цієї автономії.
Протиборство розпочалося приблизно 1654 року, тривало понад сторіччя, та завершилося остаточним знищенням Запорозької Січі російським урядом у 1775 році.
Наступ московської влади розпочався значною мірою у 1654 році після підписання Богданом Хмельницьким союзницького договору (Березневих статей) з московським царем Олексієм Михайловичем, хоча Військо Запорозьке Низове у прийняті договору участі не брало й царю не присягалося.
В той час, коли після підписання Березневих статей 1654 року вплив і присутність Московського царства на землях Гетьманщини посилилися, Запоріжжя зберігало автономію, юридичною основою якої були грамоти польських королів та Універсал гетьмана Хмельницького 1655 р. Однак, скориставшись історичною ситуацією, зокрема ослабленням Гетьманщини та протистоянням з мусульманським світом, Московське царство фактично здійснює наступ на землі Війська Запорожського.
Наступ на козацьку автономію супроводжувався чисельним відокремленням територій, що раніше перебували під її контролем.
Також процес супроводжувався постійною боротьбою козаків з представниками московської влади, та двома розгромами Січі, що були викликаними численними обманами козаків московською владою та послабленням козацтва через необхідність постійної боротьби з кількома ворогами.

## Передумови протистояння Московського царства та Війська Запорозького

### Виникнення козацтва й його відгалужень
Перші згадки про українське козацтво відносяться до кінця XV ст. Поява його пов'язана з поступовим заселенням південних прикордонних територій Великого Князівства Литовського українським населенням, яке селилося тут й для захисту від нападів татар було озброєне.
Після монголо-татарських завоювань Батия у Східній та Центральній Європі Північне Причорномор'я ввійшло до складу Золотої орди. Населення, що жило на цій території і не встигло під натиском кочівників відійти в менш доступні для них місця, якщо не було знищено, то зазнало асиміляції. Однак здебільшого татари жили в приморській зоні, а збезлюділа степова частина України використовувалася ними для випасу худоби, з якою вони влітку доходили до Ворскли й гирла Псла на Лівобережжі, межиріччя Тясьмину й Росі на Правобережжі Дніпра та Поділля в Побужжі. Українське населення використовувало ці землі для різних відхожих промислів. Значно посилився приплив українського населення у Причорномор'я з кінця XIV ст., коли більша частина українських земель опинилася у складі Литви. Її успішна боротьба проти знесиленої внутрішніми чварами Золотої Орди сприяла цьому процесові. Проте з переходом Кримського ханства, створеного на уламках Золотоординської імперії, під протекторат турецького султана господарське освоєння причорноморських степів ускладнилось.
Постійна загроза турецько-татарських нападів сприяла формуванню особливого типу господарств у степовому порубіжжі — козацьких, здатних не лише займатися певним видом господарської діяльності, але й у разі потреби стати на захист власних інтересів і рідної землі.
Після об'єднання з Князівством литовським 1659 року Польща вважала Україну своєю територією. На українські землі почали переселятися польські магнати. В першій половині XVI століття магнати вже захопили частину козацьких земель на Поділлі й Київщині. Козаки здіймали повстання і одночасно почали відходити далі на південь. Так у першій половині XVI століття почалася колонізація Запорожжя. Таким чином, вже через приблизно пів століття після виникнення козацтва, у середині XVI століття, постало Запорізьке козацтво. Політичним центром його стала Запорозька Січ, яка розміщалася спочатку на острові Хортиця, а потім й у інших місцях.
Польські королі з 1572 року формують реєстрове козацтво. Військо Запорозьке реєстрове розміщалося на території вище Січі — від Чигирина до Трахтемирова.
Політика Польщі викликала боротьбу українського козацтва з нею.
У 1594—1596 роках Наливайко хотів створити козацьку державу, незалежну від Польщі. У 1616—1622 роках під керівництвом Сагайдачного козацтво остаточно перетворилося на окремий стан, його збройні сили були реорганізовані у регулярну армію. Під час війни Польщі з Туреччиною 1622 року козаки виставили проти 100-тисячної турецької армії 40 тис. чоловік війська, а поляки лише 30 тис. Після війни козаки були обмануті поляками й не отримали виконання своїх вимог, однак відчули свою силу. Після війни частина учасників війни розійшлася по домівках, але 20 — 30 тис. самовільних козаків, не внесених у реєстр, своїми діями дозволили Війську Запорізькому проводити самостійну політику на підвладній території. У свідомості народу Запорозька Січ перетворювалася на малозалежний від центральної влади Річі Посполитої центр, на підвладній території проводила самостійну політику. Так зміцнилося Військо Запорозьке Низове. На іншій території через кілька десятиліть в ході постійної боротьби з поляками постане козацьке державне утворення — Гетьманщина.

### Гетьманщина й втрата нею незалежності
Польська загарбницька політика, національні та соціальні утиски українського населення й козаків зокрема викликали наприкінці XVI — першій половині XVII століть в Україні численні антипольські козацькі повстання, які врешті-решт переросли у визвольну війну українців під проводом Богдана Хмельницького. В ході визвольної війни вже в перший її рік, 1648 року, війська Богдана Хмельницького звільнили більшу частину України. Так постала Гетьманщина. Однак, Хмельницький не розвинув наступ до повної перемоги над Польщею й урешті-решт війна затягується надовго. Для продовження боротьби Хмельницький вимушений був шукати союзника. Таким союзником стало Московське царство, з яким 1654 року було укладено Переяславську угоду.
Однак, Московія виявилася не просто поганим союзником, а й підступним зрадником. Московський уряд вже наприкінці 1655 року пішов на політичне зближення з Польщею. 1656 року у Вільні виходячи зі своїх власних інтересів, Московське царство провело переговори з Польщею проти Швеції без участі української сторони, однобічно уклав Віленське перемир'я з поляками, нехтуючи інтересами України.
На польсько-московські переговори у Вільні українська делегація не була допущена. Москва дозволила Польщі окупувати Правобережну Україну, чим звела нанівець всю боротьбу українського народу, а сама окупувала Лівобережну Україну. Українські землі було поділено між Московським царством та Польщею. Загарбницька й зрадницька політика московського царату викликала обурення й супротив козаків.
Хмельницький самотужки почав нову війну проти Польщі. В останні роки Хмельницький, розуміючи, що надії на Москву не виправдалися, турбувався визволенням українських земель і унезалежнення від Москви, пошуком нових союзників.
Наступники Богдана Хмельницького продовжили боротьбу з Московією й, враховуючи зраду Москви, відмінили союз. Після Богдана Хмельницького на території всієї України понад пів-століття тривали майже беззупинні воєнні дії, які вели зовнішні загарбники — Росія, Польща, Туреччина та внутрішньополітичні сили Гетьманщини. На українських землях у другій половині XVII століття точилася соціальна й політична боротьба, яку вміло використовувала Москва на свою користь для встановлення контролю над Гетьманщиною та її окупації.

### Подальша доля Гетьманщини
Московська влада нічим не допомогла Україні у її боротьби з Польщею, навпаки пійшла з нею на змову, розділили з поляками українські землі, задовольнившись лише Лівобережжям. Зрада Московського царства полягала у численних договорах її з ворогами України: Віленське перемир'я (1656) — поділ Гетьманщини між Московією та Польщею, Андрусівський мир (1667) — знову поділ, Бахчисарайський договір (1681) — віддача Туреччині Правобережної України, Вічний мир 1686 тощо.
Також Україну було втягнуто у Велику Північну війну за російські інтереси.
На Лівобережжі Москва провадила постійну загарбницьку політику, нав'язуючи ослабленій майже невпинними війнами підконтрольній їй Лівобережній Гетьманщині свої умови: Переяславські статті (1659), Московські статті (1662), Глухівські статті (1668), Коломацькі статті (1689) тощо.
Деяким гетьманам вдавалося вибороти незалежність й соборність України. Однак, це завжди викликало обурення з боку Московії й чергову війну її проти України. В ході українсько-московської війни 1658 року звільнити Україну від Московії вдалося Івану Виговському. Однак через внутрішній розбрат у державі перемоги Виговського вже через рік були зведені нанівець. 1668 року Дорошенко об'єднує Україну. Дорошенко виборов незалежність, Польща вивела з України всі свої залоги. Москва прийняла Андрусівський договір й не допомогла П. Дорошенку у його боротьбі з Польщею. Московія була рішуче проти возз'єднання України.
В подальшому дії Московії по відношенню до Гетьманщини були спрямовані на посилення окупації й експлуатації її, що завершилося врешті-решт повним скасуванням гетьманату у 1764 році.
Послаблення Гетьманщини вплинуло на долю Війська Запорозького Низового, яке являло собою окреме державне утворення й також зазнавало нападів з боку Московського царства, однак змогло зберігати свою певну незалежність довший час.

## Від Переяславської угоди до Мазепи, часи Руїни (1654—1709)
Після Хотинської війни 1622 року частина українського козацтва розійшлася по домівках, але 20 — 30 тис. самовільних козаків, не внесених у реєстр, своїми діями дозволили Війську Запорізькому проводити самостійну політику на підвладній території. У свідомості народу Запорозька Січ перетворилася на центр мало залежний від центральної влади Речі Посполитої. Так зміцнилося Військо Запорозьке Низове й запорозькі козаки стали особливою частиною всього українського козацтва. Вони жили своїм осібним життям, мали свої території, вольності, свою окрему організацію, свого власного кошового.
Козаки січові обрали Хмельницького своїм гетьманом але не бажали підпорядковуватися йому безумовно й залишали за собою свободу дій.

### Перші спроби наступу царату на території Запоріжжя

#### Після Переяславської угоди
1654 року, коли Хмельницький й окремі полки висловилися за союзництво з Московією, запорозькі козаки не брали ніякої участі у переговорах Хмельницького з Московським урядом. Російський посол Бутурлін вимагав від Хмельницького присяги запорожців, однак той заявив, що запорозька спільнота нечисленна й, складаючи частину всього українського козацтва, не може бути невірною Московії. Однак, це не відповідало дійсності. Запорозькі козаки, як і більшість українців, не присягнули московському царю. В той же час, запорожці у своєму листі до Хмельницького від 3 січня 1654 року, за кілька днів до укладення договору Хмельницького з Московією, висловилися про те, що Хмельницький може укласти союзний рівноправний договір за умови збереження всіх прав козацтва.

#### Після Андрусівської угоди між Московією й Польщею
Московія так і не надала Гетьманщині ніякої суттєвої допомоги у її боротьбі з Польщею, а навпаки, зрадила Україну спочатку Віленським миром з Польщею 1656 року, а в подальшому неодноразово ще й іншими діями та Андрусівським договором з Польщею 1667 року.
За Андрусівською угодою запорожці залишені у колишньому нейтральному стані, з оговоркою, щоб вони знаходилися «у послуху під обороною й під високою рукою обох Государів…на спільну їхню службу від наступаючих… бусурманських сил.» Самі запорожці, як і українці Гетьманщини, у Андрусівському договорі ніякої участі не брали, однак договір у однобічному порядку встановлював, що Запорозьке військо має бути «послушним». Одне походження запорожців з козаками Гетьманщини, окупованої Росією, а також ім'я запорозького війська, утриманого Хмельницьким за козацтвом Гетьманщини, фактично відокремленого від справжнього Запоріжжя, дали привід російському царату вважати низове Запорізьке військо підвладним собі. Цар Федір Олексійович у своїй грамоті Низовому війську запорізькому від 28 червня 1670 року прозиває себе володарем цього війська, в іншій грамоті від 29 серпня 1673 року, називає вже кошового отамана Сірка своїм підданим.

#### Після Вічного миру між Московією й Польщею
6 травня 1686 року в Москві між Польщею й Росією було укладено вічний мир. Польща остаточно відмовлялася від Києва, який росіяни займали тимчасово, й Лівобережної України. За цим трактатом частина Запорозького низового війська, яку Польща до того вважала своєю, поступала під владу Росії на умовах збереження козаками своїх прав й стародавніх вольностей, які до того визнавав за ними польський уряд.

### Спорудження опорних пунктів
Наступ російської влади на території Війська Запорозького розпочався з будівництва на його території укріплених фортець, в яких розміщалися гарнізони московського війська. У другій половині XVII століття московська влада без спротиву діяла у Гетьманщині, ослабленій безупинними війнами.
Послаблення Гетьманщини негативно сказалося на долі Війська Запорозького. На кінець XVII ст. у межиріччі Сіверського Дінця й Тору знаходилися збудовані за вказівкою царського уряду оборонні пункти Маяцький, Райгородський, Торський та Ізюмський остроги. Останній з 1685 р. стає полковим містечком однойменного полку, до якого належали й усі перераховані пункти.
Слід відзначити, що поруч з козацькою адміністрацією у них перебували царські воєводи, котрим підпорядковувалося російське населення, що мешкало у них. Так відбувався процес «розмивання» кордону між Московським царством та Гетьманщиною.
У 1680 р. генерал Г. Косагов, під керівництвом якого зводилася західна ділянка Ізюмської лінії, провів вимір між Сіверським Дінцем і Дніпром вздовж річок Берестової та Орелі. На підставі проведених вимірів він склав «чертеж краю украинского», тобто карту межиріччя Дінця і Дніпра.
У березні 1682 р. Косагов відвідав у Батурині гетьмана Івана Самойловича та запропонував збудувати оборонні споруди між Донцем і Дніпром.
На його думку, необхідно було на цій ділянці звести дві лінії споруд: одну від Ізюмської лінії вздовж річки Коломак до її впадіння у Ворсклу, а другу — Берестовій та Орелі до Дніпра.
Міжнародна ситуація змінилася після підписання Бахчисарайського договору 1681 року, поставивши на перше місце питання створення антитурецької коаліції європейських держав. У ній Україні та Московії відводилося головне завдання — боротьба з Кримським ханством.
Невдалий похід російських військ і українських козаків проти Кримського ханства у 1687 році фактично послужив причиною усунення гетьмана Івана Самойловича й обрання на гетьманство Івана Мазепи.
У підписаних Мазепою Коломацьких статтях (пункт 20-й) відзначалося: 
| «… для утиску й стримування Криму від походу кримських орд війною як на великоросійські, так і на малоросійські (українські) міста зробити на цьому боці Дніпра навпроти Кодаку шанець у такий спосіб, як і Кодак, а на річці Самарі, і на річці Орелі, і в гирлах річок Берестової та Орчика побудувати міста і заселити їх малоросійськими жителями».[4] |
Таким чином, якщо Самойловичу вдалося уникнути будівництва запропонованих Косаговим оборонних споруд по річці Орелі, то Мазепа змушений був підписати спеціальну статтю, котра фактично дозволяла царському урядові втручатися у внутрішні справи Запоріжжя.
Зведення опорних баз Московського царства в межах Запоріжжя розпочалося вже у березні 1688 р. на Самарі. Згодом Петро І почав будувати фортеці й у інших місцях та вводити до них постійні гарнізони. Все це робилося з метою встановлення контролю над землями запорожців. Розпочалася російська колонізація земель Війська Запорізького.

#### Богородицьца фортеця
Першим укріпленим селищем, збудованим у запорозьких територіях була Богородицька фортеця при впадінні річки Кримки у Самару, яку почали будувати у березні 1688 року й яка до серпня того ж року була закінчена. На думку П. Короленка, це був перший замах російського уряду на права й вільності Запорізького війська.
Готуючись до нового походу на Крим, московський уряд розпорядився спорудити при гирлі Самари місто, «щоб складати в ньому не тільки потрібні військові хлібні припаси, але й гармати» [22]. Після Водохреща до гетьмана відправили посланця з грамотою, якою зобов'язували його готуватися до «раннього походу» з усім військом для будівництва міста на Самарі. І Мазепа розіслав у всі полки універсали, щоб старшина й козаки готувалися до походу на п'ять місяців [23].
Зводилася вона під керівництвом інженер-полковника фон Зелена, присланого з Москви. Її гарнізон повинен був складатися з 4491 особи. Посад її заселявся поселенцями з України та Московії. Їм надавалося право торгувати різними товарами, медом, горілкою. Як військам, так і поселенцям заборонялося чинити будь-які кривди та утиски кодачанам, севрюкам і запорожцям, якщо вони побажають селитися вище по Самарі. Навпаки, належало охороняти їх пасіки та сприяти іншим заняттям [30].
Будівництво Богородицької фортеці, а потім й інших фортець і безумовне підкорення кошового гетьманові дуже стурбувало й обурило запорожців. Кошовий отаман Григорій Сагайдачний писав гетьману Мазепі: «Все військо низове звертається до Великих Государів, щоб не будувати городків у Державі війська низового, де у запорожів є гаї, пасіки й інші маєтності».
У своєму листі до Мазепи запорожці протестували проти самоуправства російських монархів: висловлювали здивування, на якій підставі залишений «при царських хлібних та військових запасах» після першого походу на Крим 1687 року у Кодаку дворянин С. Г. Москаль разом з полтавським хорунжим з'явилися на річці Кільчені та Самарі й стали добирати місце для спорудження фортеці [24]. Висловлюючи подив щодо дій Москаля, запорожці зверталися до гетьмана з проханням «заступитися за них перед царями та добитися заборони спорудження міст на р. Самарі», бо це призведе до обмеження їх «вольностей». Крім листа Гетьману І. Мазепі та Москалю, запорожці відправили листа й на ім'я царів. З Москви на адресу кошового отамана Г. Сагайдачного надійшла відповідь, у котрій зазначалося, що гетьман Мазепа вийшов з України для походу проти бусурман і зводить самарські фортеці не проти запорожців, а проти споконвічних ворогів святого хреста [25,26]. Одночасно з царським посланням запорожці отримали й листа від гетьмана, в котрому підкреслювалося, що фортеці на Самарі будуються за вказівкою царів; що мета їх спорудження — не утиск і покривдження запорожців, а захист усього українського народу від ворогів [27]. Гетьман також повідомляв про підготовку походу на Крим та що незабаром на Самару прибудуть і московські війська. Мазепа відповідав, що городки будуються тимчасово, з метою збереження бойових і продовольчих запасів з огляду на можливі воєнні дії Росії проти кримських татар.
Проти будівництва на козацьких землях московських фортець виступили монахи Самарсько-Миколаївського монастиря.
Крім Богородицької фортеці передбачалося збудувати ще одну фортецю при гирлі річки Бика, лівої притоки Самари, поблизу шляху, котрим добиралися татари «под города царского величества», тобто при Муравській дорозі. Однак у 1688 році обмежилися лише спорудженням однієї фортеці.

#### Новосергіївська фортеця
У 1689 році, після повернення В.Голіцина з кримського походу та репресій проти монахів Самарсько-Миколаївського монастиря, що виступили проти будівництва фортець на Самарі, Голіцин розпорядився збудувати ще одну фортецю вище Вільного броду, при урочищі Сорок Байраків. Закладена вона була 20 червня тим же Вільямом фон Зеленом і закінчена 18 липня: назвали місто Новосергіївськ або Вільний.
Після азовсько-дніпровських походів 1695—1696 років і здобуття Азова, Тавані, Кизикерменя, Шагинкерменя царський уряд вжив ряд заходів щодо зміцнення своїх позицій у Причорномор'ї. Крім зміцнення обороноздатності Азова, у 1698 р. при Таганрозькій бухті заклали Троїцьку фортецю (нині м. Таганрог), а для прикриття її з боку суші від Міуського лиману до Черепахінського мису насипали вал і викопали рів, які закінчувалися Павлівським (на заході) та Черепахінським (на сході) редутами.

#### Кам'янозатонська фортеця
У 1701 р., після зруйнування московськими військами за умовами Константинопольского договору укріплень на кордоні з Запорозькою Січчю, царська армія під керівництвом князя Кольцова-Мосальського біля річки Білозерки, в урочищі Кам'яний Затон, напроти Микитинського Рогу, заклала нове місто. В ньому, фактично напроти Січі, розмістили російський гарнізон [14, 224]. Це викликало велике незадоволення на Запорожжі. Зведення Кам'янозатонської фортеці запорожці розцінили як чергову спробу московського уряду встановити постійний контроль за їх діями.

### Московська політика щодо Запоріжжя за Петра І
З приходом Петра І посилилися процеси нищення в Україні всього українського. Не визнавалося російською владою й особливого стану за запорожцями, Петро І вважав Запоріжжя звичайною російською провінцією.
Край запорожців був підпорядкований «малоросійському» гетьману, залежному від царя, а кошовому отаману запорожців «повелівалося» по всіх військових справах радитися з гетьманом «і бути у нього у всілякому послушанні». Будівництво фортець і безумовне підкорення кошового гетьманові дуже стурбувало й обурило запорожців. Петро І намагався заборонити запорожцям зносини з татарами та примусити запорожців присягнутися йому. Втім, запорожці не приймали таких заборон й не присягнули московській владі.

### Реакція запорожців щодо наступу Московського царства
Запорожці не вірили ніяким поясненням щодо причин будівництва фортець, вони бачили, що Москва, підпорядковуючи їх гетьманові і захоплюючи у їхніх землях важливі у стратегічному відношенні пункти, забирає у свої руки Запоріжжя й користується ним як родовою своєю провінцією.
Запорожці обурилися, та на загальній військові раді, скликаній для обговорення свого становища, вирішено було звернутися до польського короля зі скаргою на порушення Росією прав і вільностей козацьких.
З цією метою кошовий отаман Гусак відправив у Варшаву послів Прокопа Лазуку й Антона Кислянського з 80 членами рядового товариства і грамоту, в якій говорилося, що московський уряд має намір витіснити запорожців з їхніх земель, знищити саме ім'я козаків і перетворити народ козацький у вічних рабів. Посольство не мало успіху, однак через шпигунів московського резидента у Варшаві стало відомим у Москві. Московський уряд протестував проти порушення поляками договору прийманням послів у 1691 році.
З цього часу запорожці регулярно не підкорялися московському урядові та йшли проти намірів царя. Вони перешкоджали будівництву російських городків у своєму краї, не приймали російських військ, продовжували мати відносини з Кримом всупереч свавільній забороні уряду на це, заключали з татарами договори, а коли цар завимагав від них через свого посла Протасьєва присяги на вірність Росії, запорожці відмовилися дати її.
Петро І продовжив будівництво фортець і посилав туди гарнізони, брав запорожців на російську службу поза межами Запоріжжя й навіть використовував на роботах при будівництві фортець на берегах Неви, де вони гинули від знесилення, хвороб, холоду й голоду. Багато хто з козаків втікав з цих робіт у Січ й розповідав про всі несправедливості й утиски, перенесені ними. Запорожці дедалі більше обурювалися. Січове товариство збиралося укласти союз із Кримом проти російського царя. На боці невдоволених стояв і сам кошовий отаман Кость Гордієнко.

## Зруйнування Запорозької Січі (1709)
По всій Україні ширилося невдоволення російською окупацією. В ході війни між Росією і Швецією гетьман Мазепа вирішив скористатися у боротьбі з російськими зайдами допомогою шведів. За ним пішов й запорозький кошовий отаман Кость Гордієнко. Дізнавшись про перехід Мазепи, Петро хотів утримати на своєму боці український народ й запорожців, але успіху не міг мати і не мав. Він послав на Запоріжжя послів, яких запорожці спочатку прийняли стримано, але коли ті почали наполягати, погрожували вбити послів і серед них архімандрита Жураховського. Тоді Петро наказав полковнику Яковлеву взяти Січ і знищити її. Яковлєв, розоривши кілька запорозьких поселень по Дніпру, обложив січову фортецю на Чортомлику. Оволодіти нею він зміг лише через зраду полковника Галагана, який свого часу служив на Січі і знаючи всі таємні проходи зміг провести російські війська, а коли запорожці взялися за зброю переконував їх не проливати «братської» християнської крові. Запорожці повірили клятвеним обіцянкам і не стали битися. Зайнявши фортецю, Яковлев стратив багато старшин і впливових запорожців і знищив Січ.
Після Батуринської трагедії і зруйнування Січі, Гордієнко з частиною запорожців разом з Мазепою втік на землі контрольовані Туреччиною, у Бендери. Інша частина запорожців разом з частиною шведської армії потрапила у російський полон, ці запорожці були страчені або заслані до Сибіру. Запорожці, що вціліли після знищення Січі, незабаром залишили Карла XII, прийняли турецьке підданство і були поселені у Криму, де заснували свою Січ спочатку у Каменці — Кам'янську Січ, а потім у Олешках — Олешківську Січ.
Поки був живий Петро І, кримські запорожці не могли повернутися на свої землі і усі спроби їхні у цьому напрямку не мали успіху. Становище їхнє стало змінюватися лише з воцарінням Анни Іоановни.

## Період Нової Січі (1732—1768)

### Повернення запорожців на Січ за Анни Іоанівни
Клопотання запорожців про повернення на свої території було прийнято 1732 року за царювання Анни Іоанівни. Запорожцям було дозволено повернутися бо цариця боялась, що вони можуть виступити на боці Туреччини у війні проти Росії. Після довгих переговорів між царським урядом і запорожцями наступного 1733 року запорожці таємно залишили Олешківську Січ й пішли у межі Росії. Ті з запорожців, хто не встиг приєднатися до основної маси переселенців або не знав про переселення були або перебиті татарами, або покарані ними каторгою.
Запорожці, що вийшли з Криму, повернулися на колишні свої займища, наприкінці березня 1734 року за 3-5 км від Старої Чортомлицької Січі заснували нову Січ, Підпільнянську на річці Підпільній (біля сучасного села Покровського Дніпропетровської області) і трималися свого колишнього устрою. Умови повернення оформили договором, підписаним представниками царського уряду та запорожців влітку 1734 року в Лубнах. Другим пунктом цього договору царат погоджувався з правом запорожців жити на землях, що належали їм до 1709 року.

### Російський нагляд за Січчю

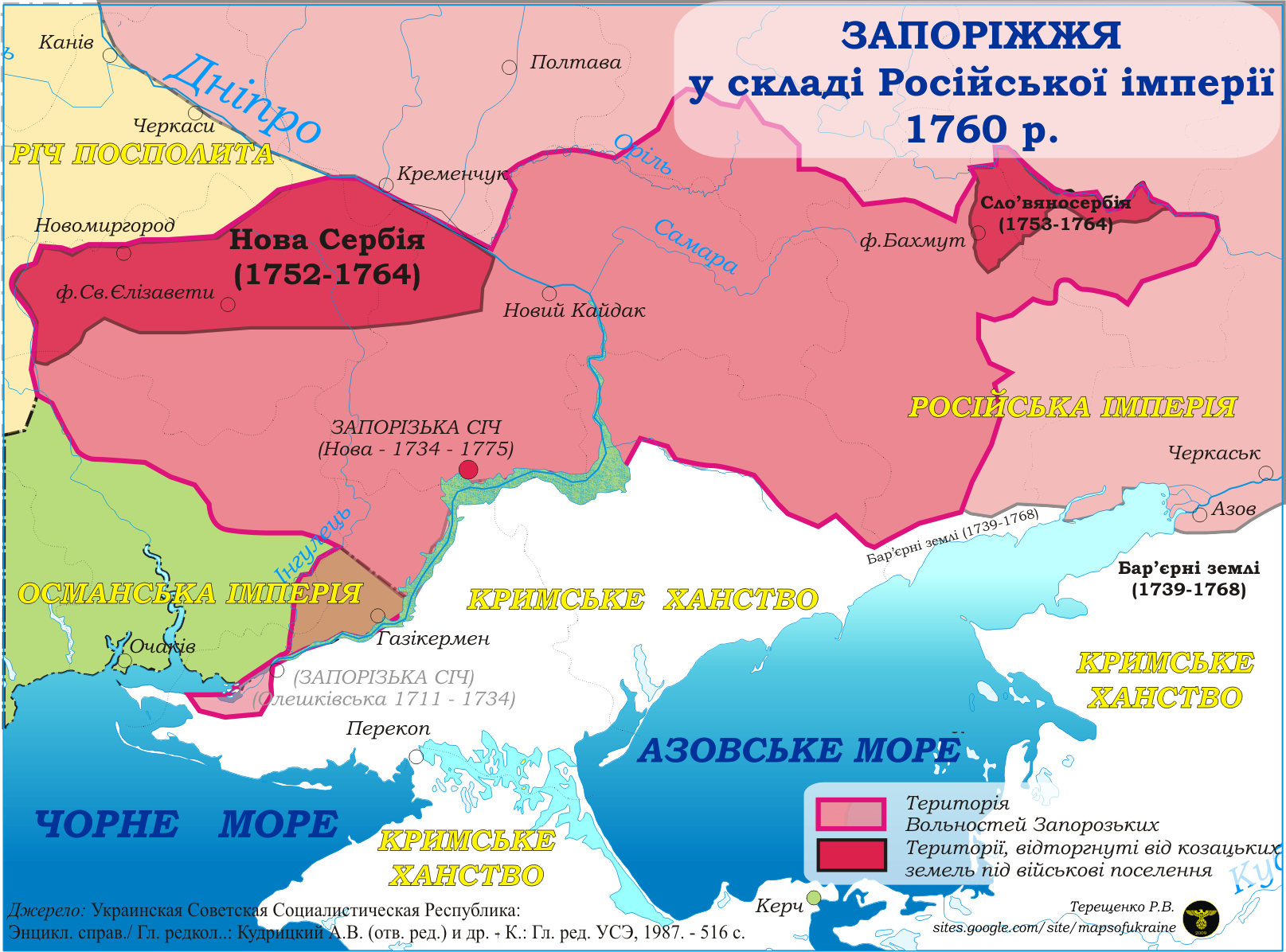
Вольності Війська Запорозького (1734—1775 рр.). На карті позначені території, відібрані у запорожців 1750 року для іноземних переселенців, однак не позначені території, відібрані на сході Запорожжя (на лівому березі річки Кальміус) у 1746 році й передані донському козацтву.

Незабаром після відновлення Січі за розпорядженням царського уряду у 1735 році напроти неї було збудовано Новосіченський ретраншемент, будівництво якого було аргументовано охороною Січі від кримських татар під час війни з Туреччиною.
Цей гарнізон було збудовано для нагляду над запорожцями, яким російський уряд ще не довіряв. Наступну оцінку цьому спорудженню дав І. Георгі, який писав, що ретраншамент звели для «удержания казаков в надлежащем порядке и исполнения предписаний от правительства верховного». Його комендант призначався київським генерал-губернатором і йому ж був підзвітний. В інструкції, якою він керувався у своїй діяльності, зазначалося, що він повинен пильно стежити за діями козаків, нагадувати кошовому з товариством про «незаконність» того чи іншого вчинку, відмічати в журналах, що велися при Новосіченському ретраншаменті та на Микитинському перевозі, усіх, хто прибував на Січ, перешкоджати втечам на Запорожжя та повідомляти уряд про все, що відбувалося на Запорожжі. Таким чином, московська влада не тільки пильно стежила за Запорозькою Січчю, але й вела активну політику обмеження впливу Січі, одночасно намагаючись використовувати козацтво у боротьбі проти Туреччини.

### Збільшення контролю за Січчю під час російсько-турецької війни 1735—1739рр.
1735 року розпочалася Російсько — турецька війна, в яку були втягнуті для боротьби за російські інтереси й запорозьки козаки. У цій війні вони відіграли дуже важливу роль.
Під час війни 1735—1739 років з Туреччиною московське командування, врахувавши уроки походів В. Голіцина на Крим, розпорядилося збудувати на шляху просування армії до Перекопу різні оборонні споруди та розмістити в них гарнізони з припасами продуктів, фуражу й питної води. Таких редутів було збудовано до 25, крім того кілька фортець. На острові Хортиці в 1737 році заклали верф для Дніпровської флотилії. Перелічені споруди в межах земель Війська Запорозького об'єктивно посилювали загострення взаємостосунків між запорожцями та російською владою.
18 вересня 1739 року в місті Белграді було укладено Белградський мирний договір між Росією й Туреччиною, за яким запорізькі землі, що за Прутським договором 1711 були віддані Туреччині, знову перейшли під владу Росії.
Нисською конвенцією 1740 року й Константинопольською конвенцією 1741 року остаточно встановлювалися кордони поміж Росією й Туреччиною.
За цими договором й конвенціями військова територія запорізьких козаків, за виключенням деяких частин на Бузі, ввійшла у межі Росії.
Російські поміщики вважали відбиті у турків території державною власністю й почали створювати на цих територіях свої села й утискували запорожців у земельному питанні. За козацьким проханням 28 квітня 1742 року було ухвалене царицею рішення, за яким займати козацькі землі було заборонено, однак Росія залишала на Запоріжжі свої окупаційні гарнізони.
Московські солдати на військовій території дуже непокоїли козацьке товариство. Особливо осоружним для них був Новосіченський ретраншемент, що знаходився у них перед очима біля Січі. Взагалі запорожці вважали російських солдат гіршими від татар.

### Захоплення запорізьких земель на сході та передача їх Донському козацтву
Ще 1711 року, після переходу запорожців на територію Кримського ханства й перенесення російсько-турецьких кордонів у межиріччя Орелі та Самари, Військо Запорозьке активніше стало освоювати узбережжя Азовського моря, зокрема й Єйську косу. Від Берди до Міуса, на морських косах запорожці стали влаштовувати рибні промисли. Після Російсько-турецької війни ці території, що належали запорозьким козакам, відійшли від Туреччини до Росії.
Намагаючись активізувати їх освоєння та створюючи для запорожців противагу, царський уряд сприяв переселенню сюди донських козаків. Уже у 1743 р. запорожці подали скаргу імператриці на донців, які чинять їм кривди на Кальміусі, Міусі та інших річках. На підставі цієї скарги Військова колегія направила указ Війську Донському, який забороняв чинити перешкоди запорожцям у цих містах.
Зі свого боку донські козаки звернулися до Єлизавети Петрівни з листом, в якому просили імператрицю заборонити запорожцям користуватися узбережжям Азовського моря на схід від ріки Берди.
В той же час запорожці, підкреслюючи свої права на ці території, посилалися як на царські укази, так і ордери київського генерал-губернатора М. Леонтєва, документи розмежування земель між Росією та Туреччиною, підписані князем В. Репніним, згідно з якими їм дозволялося користуватися морським узбережжям включно до ріки Темерник, тобто кордону 1711—1713 рр.
Розібратися у цій справі доручили комендантові Аннинської фортеці Вирубову, а після його смерті — підполковнику Більсу. Останній зажадав від обох сторін відповідних доказів на підтвердження своїх вимог. Ні донці, ні запорожці не змогли подати документальних підтверджень. Запорожці доводили, що такі документи у них були, але їх передали Мазепі. Вони посилалися на копії та на матеріали розмежувань російсько-турецьких кордонів, у яких йшлося про володіння запорожців.
Тоді Більс зібрав старожилів і зажадав від них відповідних відомостей. Зіставлення цих відомостей з наявними документами дозволяє стверджувати, що запорожці не лише детальніше розповідали про ці території, але й були більш об'єктивними стосовно переселення на узбережжя Азовського моря донських козаків.
Слід зауважити, що до кінця XVII ст., до взяття російськими військами Азова, постійних поселень донських козаків на цій території не існувало. У 1700 р. Петро І розпорядився переселити донських козаків з «верховых донских городков» на правобережжя Сіверського Дінця, розмістивши їх вздовж доріг, що з'єднували Азов і Таганрог з внутрішніми районами Росії.
Однак донські козаки під різними мотивами ухилялися від переселення в Приазов'я. У зв'язку з цим 14 травня 1705 р. на Дон була направлена царська грамота з вимогою «из тех городков, которые построены не по указу и не на шляхах, свесть их жителей и поселить за Северским Донцом по шляху… в пристойных местах». У той час як в іншій царській грамоті від 7 липня 1707 р. відмічалося, що чугуївці, харковчани, золочівці, змієвці, маячани «служилые да и жилецкие люди многие, оставья де домы свои з женами и с детьми, а иные де, оставья жен, явно идут де на Дон и в донецкие городки».
Завдяки цьому зростало населення існуючих уже поселень на правобережжі Дінця та виникали нові поселення. Завдяки цій міграції швидкими темпами зростало населення новоствореного Бахмутського повіту. Згідно із переписом 1711 р. в ньому нараховувалося 1302 двори. Українські козаки були поселені при Таганрозі, насінням та сільськогосподарською технікою з Ізюмщини забезпечувалася «государева пашня» під Азовом і Таганрогом, яка доставляла хліб місцевим гарнізонам [29]. Зрозуміло, що все це сприяло, особливо після 1713 р., зміцненню позицій українського козацтва в цьому регіоні.
Отримавши такі документально не підтверджені відомості як з боку Війська Донського, так і Запорозького, Сенат у квітні 1746 р. ухвалив рішення розмежувати їх річкою Кальміусом. Хоча це рішення не влаштовувало жодну з сторін, однак вони змушені були погодитися з ним, тим паче, що восени цього ж року під наглядом підполковника А. Короб'їна в присутності представників обох сторін було проведено розмежування земель донських і запорозьких козаків та встановлено межові знаки вздовж лівого берега Кальміусу до його витоків і старих знаків російсько-турецького кордону 1714 р.
Після цієї акції східний кордон запорозьких земель від Азовського моря проходив по Кальміусу до витоків р. Бахмуту, а відтак межиріччям останнього і Кривого Торця до з'єднання з ним Сухого, далі — вздовж Торської лінії, котру запорожці називали старим валом, до Сіверського Дінця, його правим берегом — до ріки Береки, тобто Української лінії, вздовж неї — до Дніпра. Отже, на сході російська влада «посунула» запорожців від Дону, про який як межу Запоріжжя говорив у своєму універсалі гетьман Богдан Хмельницький.

### Колонізація запорозьких територій іноземцями

#### Нова Сербія
1750 року запорозьке козацтво перейшло з нагляду київським генерал-губернатором під нагляд гетьмана Розумовського. 9 вересня 1751 року цариця Єлизавета Петрівна наказала Розумовському відвести землі у верхів'ях Інгулу від Бугу до Дніпра, що складали частину території Війська Запорізького, для переселення на них вихідців з Балкан, що звернулися до російського посла у Відні з проханням про виділення їм земель на території Росії. Російський царат намагався заробити собі авторитет серед слов'ян за рахунок обкрадання запорізької сіроми. Нове поселення балканських слов'ян було назване Нова Сербія. Згідно з указом від 29 грудня 1751 року генерал-майору Хорвату з його людьми дозволили селитися в задніпровських місцях, починаючи від гирла річки Кагарлик прямою лінією до витоків річки Тури, відтак на гирло річки Кам'янки, а від неї — до річки Омельника, по ній до Дніпра, відступивши від кордону з Польщею 20 верст [там же, No 9921]. Цю територію вибрав сам Хорват на підставі «Генеральної карти», складеної де Боксетом. 11 січня 1752 р. імператриця видала генерал-майору І.Хорвату жаловану грамоту, згідно з якою визначалися умови служби в російській армії та розселення сербів і хорватів, а заселена ними територія отримувала назву Нової Сербії.

#### Новослобідський козацький полк
Тоді ж на запорозьких територіях у верхів'ях Інгулу було збудовано фортецю святої Єлисавети, а від неї до Дніпра розміщено Слобідський полк, утворений з різноманітних поселян. Командиром цього полку призначили коменданта Єлизаветинської фортеці полковника І. Глібова. Крім українського населення на території Новослобідського полку уряд дозволив селитися російським старообрядцям, що проживали в межах Речі Посполитої [10, т. 14, No 10454]. Поселенці Слобідського полку почали забороняти запорожцям ловити рибу у близьких до полку місцях межевої річки Самоткані, захоплювали їхні рибальські снасті і брали під варту у фортецю самих козаків. Запорожці, маючи збитки і приниження, обурювалися. Виникали сутички поміж козаками і поселянами. Російський уряд направляв проти невдоволених козаків регулярні команди, які своєю самоправністтю лише погіршували становище на Запорожжі.
Наступні укази російського уряду не тільки визначали порядок розселення сербів і хорватів, але й вимагали переселити українське населення, що жило на відведеній для них території, в інші місця. Гетьман К.Розумовський намагався захистити українців, доводячи, що вони живуть тут здавна відповідно до гетьманських універсалів і розпоряджень царського уряду [12, с. 1261, оп. 1, спр. 2670, а. 20]. Однак його протести виявилися теж марними.
Подекуди іноземці, поселяючись на відведеній їм території, насильно виганяли місцевих селян, займаючи навіть їхні будівлі.
Таким чином, протягом 1750-х роках на запорозьких землях, на захід від Дніпра, царський уряд створив два нових землеробсько-військових поселення — Нову Сербію та Новослобідський козацький полк, за допомогою яких він розраховував не лише зміцнити південно-західні кордони імперії, але й посилити тиск на запорожців. Створення цих військово-землеробських поселень сприяло загостренню стосунків між ними та Військом Запорозьким і стало причиною багатьох конфліктів між запорожцями та військовими поселеннями.
Тим часом сербські й російські поселенці продовжували насувати на запорозькі землі, наносячи запорозькому господарству збитки.

#### Слов'яносербія
Невдовзі на запорозьких територіях з іншого боку Дніпра до Дінця й Самари було утворено ще одне поселення зі слов'янських переселенців — Слов'яносербія. Після Хорвата до Києва зі своїми людьми прибули полковники Р. Прерадович і Йован Шевич. Вони не погодилися селитися разом з людьми Хорвата, а стали вимагати дозволу на поселення на лівому боці Дніпра. Однак, оскільки сербів і хорватів прибуло надто мало (лише 1513 чол. [42]), щоб скоріше заселити ці місця та сформувати два повноцінних полки, уряд не тільки дозволив залишитися на своїх місцях старожилам, але й приймати до Слов'яносербії усіх, хто сповідував православну віру, в тому числі й українців, які не рахувались за поміщиками. Тому основну частину населення Слов'яносербії складали українці [5,94].

### Плани російської влади про переселення запорозьких козаків за Волгу
1760 року, за твердженням П. Короленка, запорожці під час свого візиту в Петербург чули про можливість відправлення на заслання запорозьких начальників й про виселення всього війська за Волгу.

### «План про поселення у Новоросійській губернії»
Подальший наступ на запорозькі землі пов'язаний з втіленням у життя «Плану про поселення в Новоросійській губернії», затвердженого Катериною ІІ 22 березня 1764 р. Фактично ним царський уряд започаткував адміністративні реформи на українських територіях та масову роздачу земель на півдні. Згідно з ним на базі Нової Сербії та Новослобідського козацького полку створювалася Новоросійська губернія. Потім до неї було приєднано Українську лінію і Слов'яносербію.
Це новостворене адміністративне об'єднання фактично відрізало Нову Січ від інших українських земель, та дозволило царському урядові контролювати усі зв'язки запорожців з цими землями.

### Скасування козацького самоврядування
Намагаючись підвищити свій контроль над Запоріжжям, царський уряд 19 липня 1754 року заборонив запорожцям самим обирати собі кошового. Однак, козаки ніколи не виконували цієї вимоги. 1 січня 1754 року січове товариство без відома російського уряду на раді кошового Ігнатовича переобрало на Григорія Лантуха (Федорова).
Хоча Запорозьке військо ще зберігало певні особливості свого статусу, воно все більше підпадало під залежність від російської влади.
Якщо раніше запорожці відмовлялися від присяги російським царям, то після Петра Федоровича, з приходом до влади Катерини ІІ, така присяга була дана. 21 січня 1763 року кошове правління представило у київську канцелярію список тих, хто дав присягу новій цариці. До присяги було приведено 20281 козака.
1 січня 1764 року на місце кошового Григорія Федорова на його прохання було обрано Пилипа Федорова. Москва дедалі більше продовжувала наступ на Запоріжжя.
У результаті обмеження козацького самоврядування російська влада почала розглядати Запоріжжя як свою звичайну провінцію.
З Москви прийшло предписання не надсилати більше до двору запорізьких депутацій, як це робилося раніше при необхідності вирішення якої-небудь проблеми, а звертатися до київського генерал-губернатора. В такий спосіб знижувався статус кошового управління.
Разом з тим з скасуванням 4 листопада 1764 року гетьманського управління, якому свого часу були підпорядковані запорожці Запорозьке військо було підпорядковане Малоросійській колегії, тобто цивільному управлінню, якому козаки ніколи за весь час існування не підпорядковувалися. Досі всі зносини Росії з Військом Запорозьким відбувалися через колегію іноземних справ. Все це вкрай обурило запорожців.

### Політична боротьба за часів кошового Федорова
1 січня 1754 року січове товариство на раді обрало собі нового кошового, замість Ігнатовича ним став Григорій Лантух (Федоров). Він 1755 року звернувся до російського уряду з протестом на відібрання у запорожців земель під поселення іноземців і росіян. Федоров прохав гетьмана Розумовського про поновлення порушених прав. 29 червня 1755 року запорозькі депутати вирушили до Росії, де мали зустріч з царицею.
Відстоюючи право на свої вольності, запорожці посилалися на грамоти польських королів (Сігізмунда І, Стефана Баторія), універсал Богдана Хмельницького від 15 січня 1655 р., акти розмежування земель між Росією і Туреччиною, Туреччиною та Польщею, а також Польщею та Росією, Лубенський договір між царським урядом і запорожцями, укладений влітку 1734 р. [2].
За цими документами територія, що підпорядковувалася Війську Запорозькому, на сході обмежувалася Доном і Сіверським Дінцем, а на заході Південним Бугом, на півночі — Ореллю, Тясмином і Россю, на півдні — Бузьким і Дніпровським лиманами, Дніпром, Конкою, Бердою та Азовським морем.
Прохання запорожців надати їм «Височайшу грамоту» з закріпленням за Військом Запорізьким хоча б тих земель, що ще не були зайняті поселенцями, цариця залишила без відповіді.
20 квітня 1763 року кошовий Федоров подав цариці прохання про захист запорозьких територій й заборону поселення на запорозьких територіях. Але російська цариця, зацікавлена у занепаді Запорожжя, не задовольнила прохання козаків. Козаки за рішенням своєї ради почали самотужки виселяти зі своїх територій колоністів-росіян.

### Політична боротьба за часів кошового Калнишевського
1 січня 1765 року Філип Федоров попрохав у запорожців переобрати собі нового кошового. Ним став Петро Калнишевський. В кошу було вирішено відправити до цариці депутацію з проханням про захист запорозьких територій. У прошенні, складеному у коші було перелічено ті ж самі підстави для пояснення належності запорожцям земель, що й раніше, вказано було на поступове відібрання частин цієї землі під поселення іноземців (під ними розумілися й росіяни) і потім йшло прохання про затвердження за військом Запорозьким низовим всієї землі у колишніх кордонах, з включенням у військову територію і заснованих вже на тих територіях поселень колоністів.
З таким проханням за рішенням військової ради сам кошовий зі старшинами війська вирушили до Петербургу. Але посольство це не було вдалим. Калнишевський повідомив про свій візит у столицю Малоросійську колегію, колегія ж звинуватила Калнишевського у самозванстві і самовольстві. Колегія хотіла перехопити Калнишевського по дорозі його у Петербург і заарештувати його, але він поїхав іншою дорогою. Проте призначений «генерал-губернатором Малоросії» граф Рум'янцев почав інтриги, бо був невдоволений діями Калнишевського.
Калнишевський був прийнятий Катериною II холодно і нічого не отримав за проханням Запорозького війська, яке виставляло свої заслуги у колишніх війнах з турками і свою старанну службу владі. Цариця була невдоволена вимогам запорожців визнати їх давні права на землі, що вони займали. Відпускаючи Калнишевського, цариця дала запорожцям нічого не варту грамоту, де говорилося про те, що вона потурбується про військо.

### Політична боротьба запорожців до руйнування Січі
1767 року царський уряд зібрав представників різних місцевостей Росії й залежних від неї територій для державного устрою, у тому рахунку й делегацію Війська Запорозького. Депутатами за рішенням коша були суддя Павло Головко (Головатий) та писар Михайло Скапа. Вони подали у комісію доповідь, де виклали прохання про повернення запорожцям їхніх земель, в тому числі й берег Азовського моря, відданих донським козакам, виведення російських військ з рентраншаментів і редутів на Запорожжі, які розоряли козаків, прибрати російських солдатів з прикордонних команд, вивести Військо Запорізьке з нагляду Малоросійської колегії і передати всі зносини з ним колегії іноземних справ, як це було і раніше.
Щоб послабити колонізацію рідної території прийшлим населенням, козацтво приймає рішення про заселення запорозьких окраїн, що досі не мали осілого населення, українцями з Гетьманщини та Правобережної України. Всі вони селилися на Запоріжжі на правах підданих Війська Запорізького і мали сплачувати податки у військову скарбницю за визначенням військового коша.
Запорожці не припиняли своєї мирної боротьби за свої права. Якщо грамоти Стефана Баторія і універсали Богдана Хмельницького і факти не бралися до уваги російським урядом у вирішенні земельного питання на Запоріжжі, то запорожці вирішили скористатися ще одним аргументом. Вони спиралися на 3 пункт Вічного миру від 7 травня 1686 року, де було сказано, що запорожці переходять у російський нагляд «з всіма при них стародавніми вільностями і місцями», тобто ці території здавна належали запорожцям і вони є їхніми володарями. Прохання було передано цариці у Москві 7 грудня через генерал-прокурора Вяземського, але відповіді на це прохання не було.
Поки запорозькі посли були у Росії, російські війська остаточно знищили Запорозьку Січ.

## Під час Російсько-турецької війни 1768—1774 років
Під час Російсько — турецької війни 1768—1774 років козаки виставили весь свій бойовий склад і відіграли значну роль у цій війні. На Запоріжжі залишилися лише літні люди та беззбройні селяни. Війна послабила Запоріжжя. В той же час російська влада посилила колонізацію території Запоріжжя.

### Дніпровська лінія
Під час війни російський уряд будує в межах Запоріжжя нову укріплену лінію з фортецями й поселеннями — Дніпровську (Нову Українську) лінію.
Будівництво Дніпровської лінії розпочалося в серпні 1770 р. зведенням при ріці Московці, лівому допливові Дніпра, Олександрівської фортеці та на лівому березі Берди, при її впадінні в Азовське море, Петровської.
Передбачалося збудувати 7 фортець, у тому числі 2 (флангові) середньої та 5 малої величини. Від витоків Конки до витоків Берди насипати 35 верст суцільного земляного валу, а за ним звести 3 ротних фортеці і 7 редутів; у фортецях і редутах розмістити 1014 гармат і 306 мортир.
Висловлюючи протести щодо спорудження в межах їх володінь без погодження з Кошем нової укріпленої лінії, запорожці розуміли, що вони неспроможні протистояти діям царського уряду. У їх зверненнях до Петра Калнишевського з цього приводу відчувається розуміння безвихідності і передчуття втрати не тільки земель, які вони так цінували, але й останніх залишків автономії.

### Дії уряду на запорізьких землях
Під час війни на лівому боці Південного Бугу, при річках Синюсі та Чорному Ташлику царський уряд дозволив селитися вихідцям з турецьких володінь, здебільшого молдаванам, волохам і болгарам, сформувавши з них Молдавський полк.
Не тільки татари спустошували козацькі поселення під час війни. Це робили й царські війська. Генерал-поручик Деденев у 1770 році під час будівництва на козацьких землях чергової фортеці, Олекандрівської, знищував козацькі зимівники і на тих місцях селив казенних поселенців, які без відома коша рубали запорозькі ліси на будівлі і на опалення. Після війни уряд взяв у казенне відомство дніпровські перевезення, з яких військовий кіш отримував значні прибутки у військову скарбницю.
Все це знову вкрай загострило взаємостосунки між Військом Запорозьким і царським двором. Тому не дивно, що Катерина ІІ, передаючи нагороди запорожцям за участь у війні з Туреччиною, вимагала вжити всіх заходів в разі відмови запорожців прийняти царську нагороду.
Таким чином, протягом другої половини XVII—XVIII ст. під виглядом зміцнення своїх південних рубежів царський уряд на землях Запорозької Січі зводив окремі фортеці, цілі укріплені лінії, селив військово-землеробські поселення, посилюючи контроль над Військом Запорозьким і все більше втручався у його внутрішні справи. Однак поки була небезпека татарських нападів на південні рубежі імперії, царат мирився з автономією запорожців і України загалом.

### Зникнення потреби російської влади у Війську Запорозькому
Після війни з Туреччиною в 1768—1774 роках, підписання Кучук-Кайнарджійського договору, згідно з яким Кримське ханство потрапило у васальну залежність від Росії, відпала потреба у Війську Запорозькому.
Тому петербурзький двір на початку червня 1775 р. розпорядився знищити Січ, а заодно й останній осередок української автономії, залишивши поза увагою всі заслуги козаків перед імперією, зокрема й під час останньої війни.

## Остаточне знищення Запорозької Січі (1775)
4 липня 1775 року генерал Текеллі підійшов до Січі і взяв її без бою. Зокрема, завдяки умовлянню січового архімандрита Володимира, що вмовляв запоріжців «не проливати крові християнської». Князь Потьомкін відправив ордер 18 липня генералу Текеллі про те, що «за Височайшим повелінням знищується назва Січі Запорізької, яку у всіх випадках йменувати Дніпровською провінцією». Майно козаків було розграбоване нападниками. Так саме, як і під час руйнування Січі за Петра І, московські війська познущалися над могилами козаків — їх всі було знищено.
3 серпня 1775 року Катерина ІІ видала маніфест про знищення Запорозької Січі. За маніфестом «Січ Запорізька в кінець вже зруйнована, з винищенням на майбутні часи і самої назви запорізьких козаків». Землі, що належали запорожцям, ввійшли у склад Азовської (ліворуч від Дніпра) і Новоросійської губерній праворуч від Дніпра. Більша частина з них до 2/3 (1 634 800 десятин) була роздана російським вельможам, а інші відведені під міські й казенні поселення.
Під час зруйнування російською владою Запорозької Січі у столиці Росії перебувала делегація запорозьких козаків. Поки посольство запорозьке на чолі з Головатим було у Росії і піклувалося про збереження правди, російські війська під головуванням Текеллі зруйнували Січ. Головатий дізнався про це особисто від Потьомкіна, який поводився з ним зухвало, коли Січ вже була зруйнована.
Останнього отамана Війська Запорозького Петро Калнишевського було заслано до Соловецького монастиря, де він у край важких умовах утримувався до 1801 року, а через два роки після звільнення там же і помер.

## Доля запорожців після зруйнування Січі
Після знищення Січі запорожці розселилися по декільком місцям. Одна частина їх рушила з-під нагляду Текеллі у Туреччину, де утворила свою Січ у околицях Добруджи — Задунайську Січ, інших було зачислено російським урядом у казенне відомство і вони стали поселянами.

### Задунайська Січ
Задунайці зберігали звичаї і устрій Запоріжжя. Задунайська Січ з перервами й численними переїздами проіснувала до 1828 року.

### Чорноморське козацьке військо
Через кілька років запорізьке військо у Росії було відновлене, але під назвою Чорноморського козацького війська. 1787 року під час війни Росії з Туреччиною, Росії знову знадобилися козаки. Князь Таврії Григорій Потьомкін, головний винуватець знищення запорізької Січі, знову з «височайшего соізволєнія» сформував з частини колишніх запорожців військо «Вірних козаків», назване так на відміну від «невірних» запорожців, що пішли у Туреччину.
Запорожцям повернули їхні регалії, дали територію між Бугом і Дністром. Невдовзі ці козаки були названі Чорноморське козацьке військо. Однак, дуже скоро, після війни, Катерина II ухвалила рішення переселити козаків з виданої їм території на Тамань, у пустинний край. Всі поселення чорноморських козаків на Дністрі дісталися російському уряду, а самі козаки були переселені у виділені їм землі Тамані, нещодавно відібрані Росією у знищених і висланих ногайців.
Атаман чорноморських козаків став наказним, згодом цю посаду стали займати етнічні росіяни
У 1801 році військовий уряд було перейменовано на канцелярію. Судочинство передано російській владі, козацькі суди могли розглядати лише справи до 20 рублів. Спочатку чорноморські козаки були підлеглими губернатора таврійського, але з 1820 року стали підлеглими губернатора кавказького чим був перерваний адміністративний зв'язок з Україною.
У 1860 року Чорноморське військо було перейменоване на Кубанське козацьке військо.